# Monument la mormântul partizanilor căzuți în 1944 (Săseni)
Monumentul la mormântul partizanilor căzuți în 1944 este un monument amplasat în Săseni, raionul Călărași, Republica Moldova. Este un monument istoric de importanță națională inclus în Registrul monumentelor Republicii Moldova ocrotite de stat cu nr. 224 (raionul Călărași).